# Forte Waerdemburch
O Forte Waerdenburch localizava-se em uma ponta de terra na confluência do rio Beberibe com o rio Capibaribe, atual cidade do Recife, no litoral do estado de Pernambuco, no Brasil.

## História
Existe divergência entre os estudiosos sobre esta fortificação, que no contexto da segunda das Invasões holandesas do Brasil (1630-1654) trocou sucessivamente de mãos entre os beligerantes. Mantendo como fio condutor a localização (uma ilha na confluência dos rios Biberibe e Capibaribe, posteriormente aterrada) e a estrutura arquitetônica (com planta no formato de um polígono quadrangular regular, com baluartes nos vértices), pode-se afirmar que a sua primitiva estrutura remonta a uma bateria de campanha na ilha da Asseca, erguida em fins de 1629 na iminência da invasão neerlandesa, com o nome de Casa da Asseca ou Bateria Asseca. Conquistada por forças neerladesas (1630), a partir de 1631 foi ampliada na forma de um polígono quadrangular regular, com baluartes nos vértices, recebendo o nome de Forte Waerdenbuch, uma homenagem ao Coronel Diederick van Waerdenburch, comandante das forças de terra neerlandesas no assalto a Olinda e Recife.
Maurício de Nassau, no seu "Breve Discurso" datado de 14 de Janeiro de 1638, sob o tópico "Fortificações", informa:
"Ao norte do [forte] Ernestus fica o forte Waerdenburgh em um terreno que avança a partir do continente; é quadrangular, mas a escassez de terreno não permitiu que tivesse mais de três baluartes, a saber, no norte, ocidente e oriente, faltando o do sul. Um fosso o separa da terra firme, está cercado de água e sofre forte embate do rio, pelo que se faz necessário conservá-lo dispendiosamente por meio de sapatas. Como não parece que este forte seja necessário, e se entende que basta um reduto para guardar aquele terreno, resolveu-se deixar que o rio o vá destruindo, e reduzi-lo à forma de um reduto."
O "Relatório sobre o estado das Capitanias conquistadas no Brasil", de autoria de Adriano do Dussen, datado de 4 de Abril de 1640, complementa:
"O forte Waerdenburch, situado no continente, próximo às Salinas e fronteiro ao Recife, ao noroeste, tinha sido a princípio um forte quadrangular fechado, com três baluartes, pois à falta de terreno firme do lado do Recife e Antônio Vaz, onde está situado, não foi possível construir-se o quarto baluarte. Se este forte, por qualquer infelicidade, viesse a ser perdido, pois está sujeito a um ataque, incomodaria muito o Recife e Antônio Vaz; por isto resolveu-se derrubar as cortinas que ficam em frente a esses lugares e deixar o forte aberto desse lado. Além disto foram transformados os três baluartes em três redutos fechados, bem mais altos que os antigos muros, permanecendo, entretanto, encerrados pelas cortinas primitivas, com o que se protegeu de ataques do exterior a sua praça interna. Nesses redutos estão 5 peçazinhas de bronze, 1 de 6 libras, 2 de 4 lb (ambas espanholas) e 2 bombardas de 3 lb."
BARLÉU (1974) transcreve e complementa a informação:
"O forte de Wardenburch jaz ao lado da terra firme, ao pé das salinas. Tinha outrora quatro pontas e agora é resguardado por três bastiões, por não permitir a natureza viciosa do terreno por-se-lhe o quarto. Julgando-se fosse acessível aos estratagemas dos inimigos, lançaram-se-lhe cortinas duplas e valor da banda por onde podiam entrar. Levantaram-se agora guaritas sobre os três bastiões, mais elevadas que as trincheiras, colocando-se nelas peças de bronze para afugentar o adversário." (op. cit., p. 142-143)

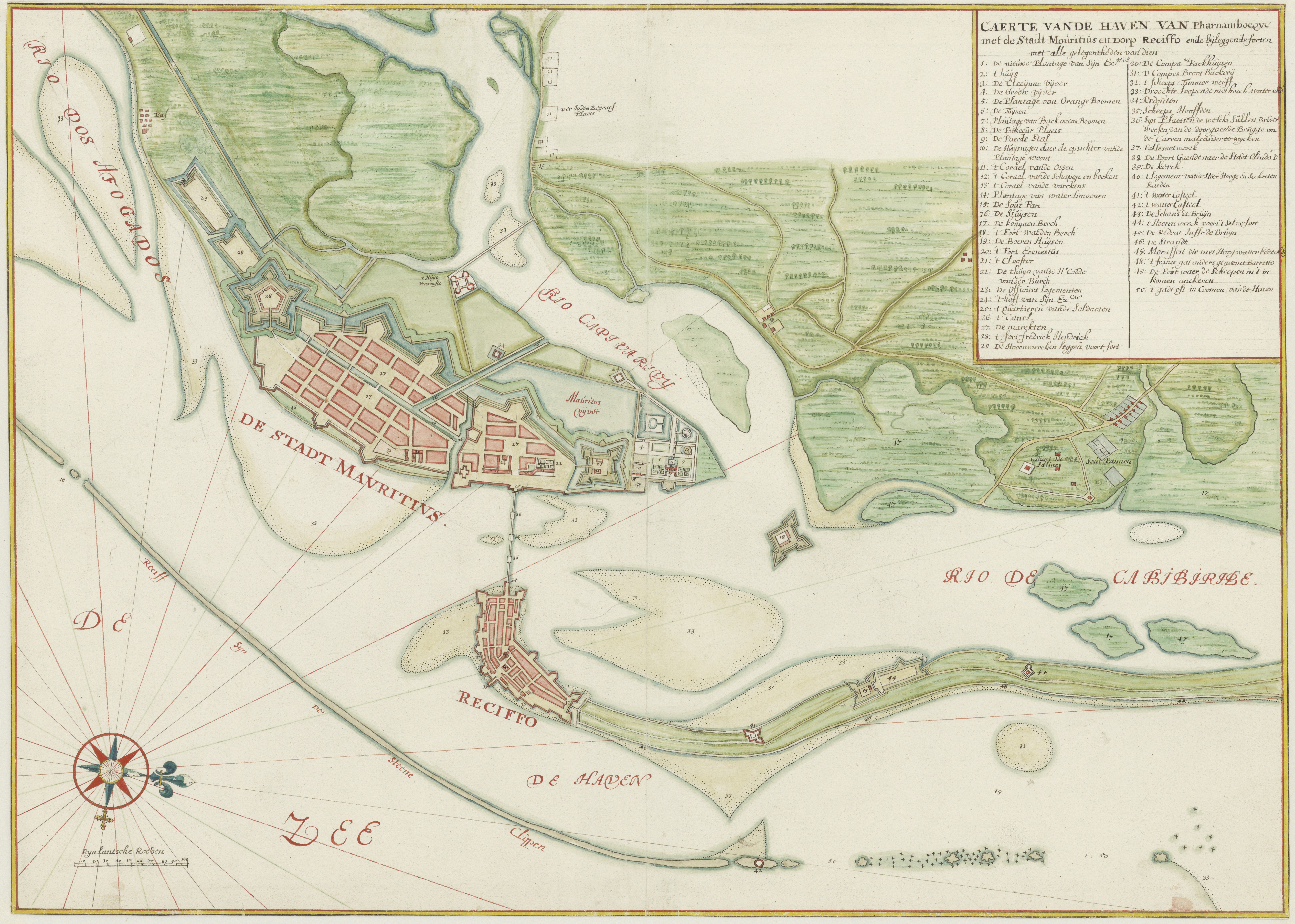
Mapa (1665) do Recife, Cidade Maurícia e fortificações no final do período holandês.

Figura nos mapas de Frans Post (1612-1680) da Ilha de Antônio Vaz (1637), e de Mauritiopolis (1645. Biblioteca Nacional do Brasil, Rio de Janeiro), e no mapa "A Cidade Maurícia em 1644", de Cornelis Golijath (in: BARLÉU, Gaspar. História dos feitos recentemente praticados no Brasil. Amsterdã, 1647).
Também denominado como Forte de Santo Antônio Novo, Forte Alternar, Vila Alternar, Forte das Três Pontas e Forte do Séqua, posteriormente a sua defesa foi complementada por uma bateria (Bateria do Forte Sequá) que lhe era fronteira pelo continente. Conquistado por forças portuguesas (16??), foi reocupado por forças neerlandesas após a retirada de Diogo Esteves Pinheiro que o comandava (20 de Abril de 1648), sendo reconquistado definitivamente por forças portuguesas no contexto da ofensiva final a Recife (17 de Janeiro de 1654).
Não há informações posteriores ao conflito sobre ambas as estruturas (forte e bateria). Tanto a fortificação quanto a ilha da Asseca, na qual se situava, desapareceram em virtude de aterro que ligou a ilha ao continente. BARRETTO (1958) informa que este forte se localizou próximo aonde se erguia, à época (1958), o Hospital Militar da 7ª Região Militar (op. cit., p. 140).